# Flaco López
José Manuel Alberto López, mais conhecido como Flaco López (San Lorenzo, 6 de dezembro de 2000), é um futebolista argentino que atua como atacante. Atualmente joga no Palmeiras.

## Carreira

### Início
Filho de uma dona de casa e um pescador, López começou sua carreira aos sete anos de idade, no Club El Progreso de Saladas. Seis meses depois, foi observado por olheiros do Boca Juniors, mas não agradou aos xeneizes. Aos nove anos, López foi para o Independiente, onde chegou a treinar com o elenco principal comandado por Ariel Holan. Durante seu tempo no Independiente, López pensou em abandonar o futebol por conta de uma lesão na cintura que quase o impossibilitava de andar. Nessa época, recebeu o apelido de El Flaco (O Magro), devido ao seu físico esguio. Foi dispensado em 2016, e estava praticamente acertado para vestir a camisa do Estudiantes, mas o atacante optou pelo Lanús, inicialmente atuando nas categorias de base. Sem chances na categoria principal, López foi emprestado pelo clube granate para o Colegiales de Tres Arroyos, equipe das Ligas Regionais Argentinas. Pelo Colegiales, López foi o artilheiro da equipe e o principal destaque na conquista do título da Liga Regional Tresarroyense.

### Lanús
Retornou ao Lanús para ser integrado ao elenco principal no final de 2020. Seu porte físico e habilidade no jogo aéreo foram elogiados pelo técnico do clube, Luis Zubeldía; segundo ele, Flaco López tem características ideais para jogar em grandes equipes do futebol alemão.
Com o time principal focado na fase de mata-mata da Copa Sul-Americana, Zubeldía deu chance aos reservas na Copa da Liga Profissional. Após ficar no banco de reservas contra Aldosivi e Defensa y Justicia. Lópéz fez sua estreia profissional em 3 de janeiro de 2021, atuando por 25 minutos contra o Patronato, substituindo Gonzalo Torres no segundo tempo. Seis dias depois, ganhou sua primeira oportunidade como titular e marcou seu primeiro gol, na vitória por 2–0 sobre o Rosario Central.
Em 2021, López iniciou o ano no banco de reservas, ganhando algumas poucas oportunidades entrando nos minutos finais das partidas. Em uma delas, marcou, nos acréscimos, o gol da vitória do Lanús contra o Aragua, na estreia da Copa Sul-Americana.
Foi com a saída de Nicolás Orsini para o Boca Juniors, no meio da temporada, que Flaco ganhou uma chance como titular. Ao lado do veterano José Sand, López foi um dos principais responsáveis pelo segundo melhor ataque do Campeonato Argentino de 2021, com 13 gols marcados. Foi o vice-artilheiro dos Granate na competição, com dois gols a menos que Sand.
No dia 23 de fevereiro de 2022, López marcou seu primeiro hat-trick como profissional, na goleada por 5–0 sobre o Defensores de Cambaceres pela Copa Argentina. Ao todo, López balançou as redes em 22 oportunidades em 57 jogos pelo Lanús. Considerado uma grande promessa do futebol argentino pela imprensa local, seu desempenho chamou a atenção de Boca e River Plate, mas o seu destino foi o futebol brasileiro. Em 16 de junho de 2022, o Palmeiras comprou 70% dos direitos econômicos do atleta por um valor que supera a marca de US$ 10 milhões.

### Palmeiras
López foi apresentado oficialmente como reforço do Palmeiras em 12 de julho de 2022, recebendo a camisa de número dezoito. Estreou pelo Palmeiras nove dias depois, contra o América-MG, em Belo Horizonte, saindo do banco de reservas. Seu primeiro gol pelo Verdão foi feito na vitória por 2–1 sobre o Ceará pelo Campeonato Brasileiro, em 29 de outubro. Em abril de 2023, López marcou o quarto e último gol da vitória palmeirense por 4–0 sobre o Água Santa na partida de volta da final do Campeonato Paulista e ajudou a equipe a conquistar o 25º torneio estadual da sua história.
No início de 2024, López cresceu de rendimento e virou titular da equipe. Foi bicampeão e artilheiro do Campeonato Paulista, com dez gols. Em maio, estendeu seu contrato com o Palmeiras por mais seis meses, até o fim de 2027. Completou cem jogos pelo time em agosto, ao fazer os dois gols da vitória por 2–1 sobre o São Paulo, em partida válida pelo Campeonato Brasileiro. No entanto, o atacante caiu de produção no segundo semestre, passando por um longo período sem balançar as redes e perdendo espaço entre os titulares para Rony. Ainda assim, foi o artilheiro do Verdão no ano, com 22 gols.
Após passar por uma cirurgia de correção do desvio de septo durante as férias, o atacante se reapresentou para 2025 com cinco quilos a menos. Isso, somado a um desempenho aquém do esperado pelo técnico Abel Ferreira, fez com que López chegasse a não ser relacionado sequer para o banco de reservas no começo da temporada. O atacante passou a ser alvo de críticas de torcedores, jornalistas e até do próprio treinador. Em junho, López marcou o segundo gol numa vitória por 2–0 contra o Al-Ahly pela segunda rodada da Copa do Mundo de Clubes da FIFA.

## Estatísticas
Atualizado em 29 de agosto de 2024.
| Clube             | Temporada         | Campeonato nacional | Campeonato nacional | Campeonato nacional | Copa nacional | Copa nacional | Copa nacional | Competições continentais | Competições continentais | Competições continentais | Outros torneios | Outros torneios | Outros torneios | Total | Total | Total   |
| Clube             | Temporada         | Jogos               | Gols                | Assist.             | Jogos         | Gols          | Assist.       | Jogos                    | Gols                     | Assist.                  | Jogos           | Gols            | Assist.         | Jogos | Gols  | Assist. |
| ----------------- | ----------------- | ------------------- | ------------------- | ------------------- | ------------- | ------------- | ------------- | ------------------------ | ------------------------ | ------------------------ | --------------- | --------------- | --------------- | ----- | ----- | ------- |
| Lanús             | 2020              | —                   | —                   | —                   | 3             | 1             | 0             | —                        | —                        | —                        | —               | —               | —               | 3     | 1     | 0       |
| Lanús             | 2021              | 25                  | 13                  | 2                   | 7             | 0             | 0             | 5                        | 1                        | 1                        | —               | —               | —               | 37    | 14    | 3       |
| Lanús             | 2022              | —                   | —                   | —                   | 14            | 7             | 1             | 5                        | 0                        | 1                        | —               | —               | —               | 19    | 7     | 2       |
| Lanús             | Total             | 25                  | 13                  | 2                   | 24            | 8             | 1             | 10                       | 1                        | 2                        | —               | —               | —               | 59    | 22    | 5       |
| Palmeiras         | 2022              | 12                  | 2                   | 0                   | —             | —             | —             | 2                        | 0                        | 0                        | —               | —               | —               | 14    | 2     | 0       |
| Palmeiras         | 2023              | 22                  | 5                   | 0                   | 5             | 1             | 0             | 7                        | 1                        | 1                        | 7               | 1               | 1               | 41    | 8     | 2       |
| Palmeiras         | 2024              | 21                  | 7                   | 0                   | 2             | 0             | 0             | 8                        | 2                        | 2                        | 16              | 10              | 2               | 47    | 19    | 4       |
| Palmeiras         | Total             | 55                  | 14                  | 0                   | 7             | 1             | 0             | 17                       | 3                        | 3                        | 23              | 11              | 3               | 102   | 29    | 6       |
| Total na carreira | Total na carreira | 80                  | 27                  | 2                   | 31            | 9             | 1             | 27                       | 4                        | 5                        | 23              | 11              | 3               | 161   | 51    | 11      |

1. ↑  Estão inclusos jogos do Copa Libertadores da América, Copa Sul-Americana e Mundial de Clubes da FIFA
2. ↑  Estão inclusos jogos do Campeonato Paulista, Supercopa do Brasil e Amistosos

## Títulos
Palmeiras
- Campeonato Brasileiro: 2022 e 2023
- Supercopa do Brasil: 2023[35]
- Campeonato Paulista: 2023 e 2024

### Prêmios individuais
- Seleção do Campeonato Paulista: 2024[36]

### Artilharias
- Campeonato Paulista de 2024 (10 gols)[24]